# Síndrome da morte súbita por inalação
A síndrome da morte súbita por inalação (SMSI) é uma morte súbita devido ao uso indevido de inalantes. O início ocorre de minutos a horas após o uso da substância. Sustos ou atividades físicas podem desencadear o início da síndrome.
Sua causa mais comum é devido ao uso de butano, propano ou aerossóis. Pode ocorrer após uma única sessão de inalação dos produtos químicos; cerca de 20% dos casos ocorrem no primeiro uso. O mecanismo subjacente frequentemente envolve frequência cardíaca irregular, especificamente fibrilação ventricular devido à liberação de catecolaminas. Outros casos podem ser causados por falta de oxigênio ou reação alérgica.
O tratamento é semelhante ao utilizado em outras causas de fibrilação atrial, incluindo RCP e desfibrilação. No entanto, a epinefrina não é recomendada e betabloqueadores (como esmolol) podem ser usados. A desfibrilação, contudo, pode não ser eficaz inicialmente. Os desfechos geralmente são desfavoráveis.
Nos Estados Unidos, os inalantes causam cerca de 100 a 200 mortes por ano. Cerca de metade destes são resultado desta síndrome. Nos Estados Unidos, as pessoas mais afetadas são homens brancos jovens, apesar das taxas de uso serem semelhantes entre os sexos. A condição foi descrita pela primeira vez em 1970 por Bass.